# Brevicoryne nigrisiphunculata
Brevicoryne nigrisiphunculata är en insektsart som beskrevs av Hodjat 1981. Brevicoryne nigrisiphunculata ingår i släktet Brevicoryne och familjen långrörsbladlöss. Inga underarter finns listade i Catalogue of Life.